# Laurie Scott
Laurie Scott, all'anagrafe Lawrence Scott (Sheffield, 23 aprile 1917 – Barnsley, 7 luglio 1999), è stato un allenatore di calcio e calciatore inglese, di ruolo difensore, che giocò buona parte della carriera con la maglia dell'Arsenal F.C. e che partecipò con la maglia della Nazionale inglese al Campionato mondiale di calcio 1950 tenutosi in Brasile.

## Carriera

### Club
Nativo di Sheffield, nel South Yorkshire, Scott entrò nelle giovanili del Bradford City a 14 anni, inizialmente come ala destra per poi passare in prima squadra nel 1935 firmando un contratto da professionista e arretrando la sua posizione, diventando difensore. Dopo due stagioni in Second Division, dove collezionò 39 presenze complessive, venne acquistato dall'Arsenal nel febbraio 1937, giocando per due anni nella squadra delle riserve. Lo scoppio della Seconda Guerra Mondiale portò all'interruzione del campionato nazionale negli anni migliori della carriera di Scott: durante il conflitto, entrò a far parte della Royal Air Force come istruttore e preparatore atletico, continuando comunque a giocare a calcio nella squadra della RAF, nell'Arsenal e nella Nazionale inglese in gare non ufficiali.
Alla fine della guerra, Scott era diventato uno dei migliori difensori della nazione, grazie ad un ottimo tempismo e controllo di palla. Il suo debutto ufficiale con la prima squadra arrivò nel 1946, durante una partita di FA Cup contro il West Ham United, mentre quello in campionato alla prima giornata della stagione 1946-1947. Nella stagione successiva l'Arsenal vinse il campionato anche grazie al contributo di Scott, il quale però venne colpito da una serie di infortuni: all'inizio del 1948 venne infatti operato di appendicite, mentre nel novembre dello stesso subì un serio infortunio ad un ginocchio, occorsogli mentre giocava con la Nazionale. A causa di ciò saltò buona parte del campionato 1948-1949 e l'incidente ne limitò le presenze negli anni successivi: fece comunque parte della formazione che conquistò la FA Cup nel 1949-1950, dove l'Arsenal sconfisse per 2-0 il Liverpool il 29 aprile a Wembley. Nella stagione successiva Scott giocò solo 17 gare con l'Arsenal a causa dell'infortunio ricorrente al ginocchio, e venne spesso sostituito come titolare da Walley Barnes. 
Proprio l'infortunio non gli permise di esprimersi ad alti livelli, perciò nel 1951 lasciò l'Arsenal (dopo 127 presenze ufficiali e 191 partite non ufficiali durante la guerra) per diventare l'allenatore/giocatore del Crystal Palace, con il quale nella stagione 1951-1952 disputò 28 partite in Terza Divisione prima di ritirarsi come giocatore nel 1952 facendo esclusivamente l'allenatore. Particolare curioso della sua carriera è il fatto che non abbia mai segnato una rete da professionista.

### Nazionale
Durante la guerra Scott partecipò a 16 partite non ufficiali con l'Inghilterra: il debutto ufficiale con la maglia della Nazionale arrivò il 28 settembre 1946 nella vittoria per 7-2 contro l'Irlanda del Nord a Belfast. Giocò 16 partite con la Nazionale ma, durante la 17ª partita giocata il 10 novembre 1948 contro il Galles, si infortunò gravemente al ginocchio e dovette essere sostituito. Ciò lo tenne fuori dal giro della Nazionale per oltre un anno, perdendo quindi il posto da titolare. Venne convocato all'età di 33 anni per il Campionato mondiale di calcio del 1950 giocatosi in Brasile, nel quale però fu la riserva di Alf Ramsey e in definitiva non scese mai in campo. Pertanto, le sue presenze rimasero ferme a 17 senza aver segnato alcuna rete, a cui vanno aggiunte 4 presenze ufficiali (e 1 non ufficiale) con la Nazionale B, di cui 3 come capitano.

### Allenatore
Scott divenne giocatore/allenatore del Crystal Palace nell'ottobre del 1951, rimanendo solo come allenatore per ulteriori 2 stagioni nelle quali non ebbe molto successo: il club infatti fu costretto a richiedere l'iscrizione d'ufficio al campionato alla fine della stagione 1953-1954, durante la quale Scott lasciò l'incarico. Successivamente divenne allenatore di due squadre non professioniste, guidando l'Hendon fino al 1957 e successivamente l'Hitchin Town, con il quale raggiunse due semifinali della FA Amateur Cup. Nel 1965 lasciò il posto a seguito di problemi finanziari interni al club.

## Dopo il ritiro
Ritiratosi da allenatore nel 1965, continuò a lavorare come rappresentante, attività questa iniziata nel 1954 dopo le dimissioni dalla guida del Crystal Palace. Nel frattempo, partecipò a numerose partite dello Showbiz XI, squadra formata da celebrità a scopo benefico nella quale entrò a far parte, tra gli altri, anche Sean Connery. Scott andò in pensione nel 1982, ritirandosi con la moglie Gerry a Barnsley, cittadina nella quale morì dopo una lunga malattia il 7 luglio 1999, all'età di 82 anni.

## Statistiche

### Cronologia presenze e reti in Nazionale
| Cronologia completa delle presenze e delle reti in nazionale ― Inghilterra | Cronologia completa delle presenze e delle reti in nazionale ― Inghilterra | Cronologia completa delle presenze e delle reti in nazionale ― Inghilterra | Cronologia completa delle presenze e delle reti in nazionale ― Inghilterra | Cronologia completa delle presenze e delle reti in nazionale ― Inghilterra | Cronologia completa delle presenze e delle reti in nazionale ― Inghilterra | Cronologia completa delle presenze e delle reti in nazionale ― Inghilterra | Cronologia completa delle presenze e delle reti in nazionale ― Inghilterra |
| Data                                                                       | Città                                                                      | In casa                                                                    | Risultato                                                                  | Ospiti                                                                     | Competizione                                                               | Reti                                                                       | Note                                                                       |
| -------------------------------------------------------------------------- | -------------------------------------------------------------------------- | -------------------------------------------------------------------------- | -------------------------------------------------------------------------- | -------------------------------------------------------------------------- | -------------------------------------------------------------------------- | -------------------------------------------------------------------------- | -------------------------------------------------------------------------- |
| 28-9-1946                                                                  | Belfast                                                                    | Irlanda del Nord                                                           | 2 – 7                                                                      | Inghilterra                                                                | Torneo Interbritannico                                                     | -                                                                          |                                                                            |
| 30-9-1946                                                                  | Dublino                                                                    | Irlanda                                                                    | 0 – 1                                                                      | Inghilterra                                                                | Amichevole                                                                 | -                                                                          |                                                                            |
| 13-11-1946                                                                 | Manchester                                                                 | Inghilterra                                                                | 3 – 0                                                                      | Galles                                                                     | Torneo Interbritannico                                                     | -                                                                          |                                                                            |
| 27-11-1946                                                                 | Huddersfield                                                               | Inghilterra                                                                | 8 – 2                                                                      | Paesi Bassi                                                                | Amichevole                                                                 | -                                                                          |                                                                            |
| 12-4-1947                                                                  | Londra                                                                     | Inghilterra                                                                | 1 – 1                                                                      | Scozia                                                                     | Torneo Interbritannico                                                     | -                                                                          |                                                                            |
| 3-5-1947                                                                   | Londra                                                                     | Inghilterra                                                                | 3 – 0                                                                      | Francia                                                                    | Amichevole                                                                 | -                                                                          |                                                                            |
| 18-5-1947                                                                  | Zurigo                                                                     | Svizzera                                                                   | 1 – 0                                                                      | Inghilterra                                                                | Amichevole                                                                 | -                                                                          |                                                                            |
| 27-5-1947                                                                  | Lisbona                                                                    | Portogallo                                                                 | 0 – 10                                                                     | Inghilterra                                                                | Amichevole                                                                 | -                                                                          |                                                                            |
| 21-9-1947                                                                  | Bruxelles                                                                  | Belgio                                                                     | 2 – 5                                                                      | Inghilterra                                                                | Amichevole                                                                 | -                                                                          |                                                                            |
| 18-10-1947                                                                 | Cardiff                                                                    | Galles                                                                     | 0 – 3                                                                      | Inghilterra                                                                | Torneo Interbritannico                                                     | -                                                                          |                                                                            |
| 5-11-1947                                                                  | Liverpool                                                                  | Inghilterra                                                                | 2 – 2                                                                      | Irlanda                                                                    | Torneo Interbritannico                                                     | -                                                                          |                                                                            |
| 19-11-1947                                                                 | Londra                                                                     | Inghilterra                                                                | 4 – 2                                                                      | Svezia                                                                     | Amichevole                                                                 | -                                                                          |                                                                            |
| 10-4-1948                                                                  | Glasgow                                                                    | Scozia                                                                     | 0 – 2                                                                      | Inghilterra                                                                | Torneo Interbritannico                                                     | -                                                                          |                                                                            |
| 16-5-1948                                                                  | Torino                                                                     | Italia                                                                     | 0 – 4                                                                      | Inghilterra                                                                | Amichevole                                                                 | -                                                                          |                                                                            |
| 26-9-1948                                                                  | Copenaghen                                                                 | Danimarca                                                                  | 0 – 0                                                                      | Inghilterra                                                                | Amichevole                                                                 | -                                                                          |                                                                            |
| 9-10-1948                                                                  | Belfast                                                                    | Irlanda del Nord                                                           | 2 – 6                                                                      | Inghilterra                                                                | Torneo Interbritannico                                                     | -                                                                          |                                                                            |
| 18-11-1948                                                                 | Birmingham                                                                 | Inghilterra                                                                | 1 – 0                                                                      | Galles                                                                     | Torneo Interbritannico                                                     | -                                                                          |                                                                            |
| Totale                                                                     |                                                                            | Presenze                                                                   | 17                                                                         |                                                                            | Reti                                                                       | 0                                                                          |                                                                            |

## Palmarès

### Giocatore

#### Competizioni nazionali
- Campionato inglese: 2

Arsenal: 1937-1938, 1947-1948
- Coppa d'Inghilterra: 1

Arsenal: 1949-1950
- Community Shield: 2

Arsenal: 1938, 1948